# CD59

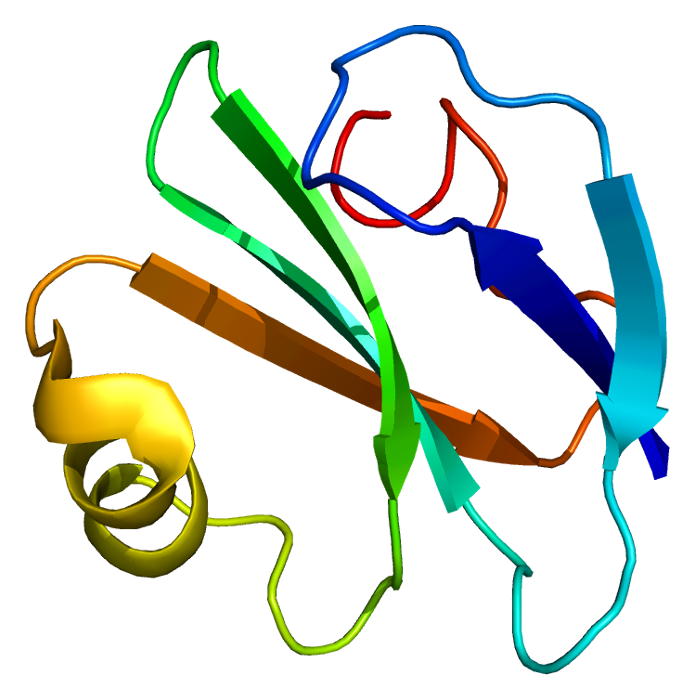
Representación de la proteína.

La glucoproteína CD59, también conocida como proteína inhibitoria del complejo de ataque a la membrana (membrane attack complex-inhibitory protein, MAC-IP), inhibidor de membrana de lisis reactiva (membrane inhibitor of reactive lysis, MIRL), o protectina,  es una proteína que en los humanos está codificado por el gen CD59. Es un dominio LU y pertenece a la familia de proteínas LY6/uPAR/alfa-neurotoxina.
El CD59 se sujeta a las células del huésped vía un ancla de glucofosfatidilinositol (GPI). Cuando la activación del complemento lleva al depósito de C5b679 en las células del hospedador, CD59 puede impedir que C9 polimerice y forme el complejo de ataque a la membrana. También pueda señalizar la célula para ejecutar medidas activas como endocitosis del complejo CD59-CD9.
Las mutaciones que afectan el GPI y reducen la expresión de CD59 y el DAF en los eritrocitos provocan la hemoglobinuria nocturna paroxística.
Virus como VIH, citomegalovirus humano y vaccinia incorporan CD59 a su propia envoltura viral para impedir la lisis por complemento.